# Cecilia Lindqvist

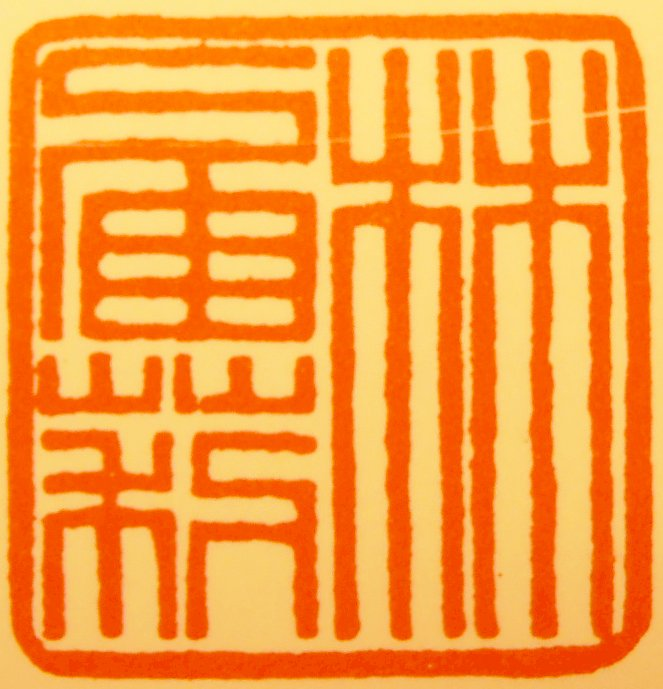
Pieczęć 林西莉

Anna Cecilia Lindqvist (ur. 4 czerwca 1932 w Lund jako Anna Cecilia Norman; chiński pseudonim 林西莉, Lin Xili, zm. 27 września 2021) – szwedzka sinolog, pisarka i fotografka. Wykładowczyni oraz autorka licznych książek na temat Chin.

## Życiorys
Lindqvist był uczniem wybitnego sinologa Bernharda Karlgrena, który jako pierwszy zastosował metody europejskiego językoznawstwa historycznego do języka chińskiego. Studiowała język chiński, historię i historię sztuki, a także grę na guqin.
W latach 1956–1986 była żoną szwedzkiego pisarza Svena Lindqvista, który w latach 1960–1961 pełnił obowiązki attaché kulturalnego w ambasadzie Szwecji w Pekinie.
Po powrocie z Chin wyjechała z mężem do Ameryki Łacińskiej, gdzie pracowała jako dziennikarka. W 1970 roku wrócili do Szwecji, a od 1971 roku Cecilia Lindqvist była nauczycielką w sztokholmskich liceach. Kiedy kilku uczniów poprosiło ją o naukę chińskiego, po otrzymaniu pozwolenia od ówczesnego szwedzkiego ministra edukacji Ingvara Carlssona przez dwa lata prowadziła zajęcia dla 21 osób. Następnie zabrała ich do Pekinu koleją transsyberyjską. Prawie wszyscy z nich pracują obecnie w Chinach.
W latach 1974–1989 Cecilia Lindqvist pisała książkę Hanzi Wangguo or the Kingdom of Characters (chiń. 漢字王國; pinyin Hànzì Wángguó). W 1994 roku rozpoczęła z kolei pracę nad książką o chińskim instrumencie strunowym qin (chiń. 古琴), która zajęła jej 13 lat.
Po uzyskaniu tytułu magistra filozofii Lindqvist została w 1989 roku profesorem sinologii. Pełniła tę funkcję aż do przejścia na emeryturę w 1997. W 2003 roku była profesorem wizytującym na Pekińskim Uniwersytecie Języka i Kultury (BLCU; chiń. 北京语言文化大学; pinyin Běijīng yǔyán wénhuà dàxué).

## Wybrane publikacje książkowe
- Kina inifrån (ze Svenem Lindqvistem, 1963)
- Asiatisk erfarenhet (ze Svenem Lindqvistem, 1964)
- Resa med Aron (1969)
- Vad skulle Mao ha sagt? (ze Svenem Lindqvistem, 1979)
- Kina nu (ze Svenem Lindqvistem, 1980)
- Tecknens rike (1989)
- Qin (2006)
- Hanzi Wangguo or the Kingdom of Characters (1990)

## Nagrody
- 1989 – Nagroda Augusta (za Tecknens Rike)[3]
- 2004 – Nagroda Kulturalna Längmanska
- 2006 – Nagroda Augusta (za Qin)[3]
- 2006 – Lotten von Kræmers pris (125 000 koron szwedzkich)[4]